# Crossea gatliffi
Crossea gatliffi is een slakkensoort uit de familie van de Conradiidae. De wetenschappelijke naam van de soort is voor het eerst geldig gepubliceerd in 1902 door Hedley.